# Air Kazakhstan
Air Kazakhstan (Kazachs/Russisch: Эйр Казахстан) was een Kazachse luchtvaartmaatschappij met de thuisbasis in Almaty. Ze fungeerde enige tijd als de nationale luchtvaartmaatschappij voor Kazachstan.
Air Kazakhstan werd in 1996 opgericht als Kazakhstan Airways maar veranderde zijn naam op 10 maart 1997 naar Air Kazakstan, en een tweede maal in 2001 met een lichte spellingsaanpassing tot Air Kazakhstan. De maatschappij stopte de vluchtoperaties op 29 februari 2004 en werd in april 2004 door het gerechtshof in Almaty failliet verklaard. Als nationale luchtvaartmaatschappij werd het bedrijf opgevolgd door Air Astana. Het nam de rol van nationale luchtvaartmaatschappij op in 1996 na het faillissement van Kazakhstan Airlines.

## Vloot
Bij het faillissement in 2004 bestond de vloot van de maatschappij uit Airbus A310-300, Boeing 737-200, Ilyushin IL-86, Tupolev Tu-134, Tupolev Tu-154 en Yakovlev Yak-42 toestellen.